# Matylda – písně plavební
Skupina Matylda – písně plavební, někdy také Matylda – banda de la marina, je hudební skupina. 

## Popis a historie
Skupina vznikla v Praze v roce 2012. S myšlenkou a názvem přišel bubeník Antonín Korb (dříve Vltava, MCH Band, Babalet, DG 307), ke kterému se připojili zpěvák a ukulelista Arnošt Hanf (dříve Sto zvířat) a kontrabasista Dalibor Vinklát (dříve Vltava, Krásné nové stroje). Koncem roku 2013 skupinu doplnil klarinetista Vojtěch Pokorný (dříve Los Konviktos) a v roce 2014 pianista Vladimír Línek (dříve MCH Band). V roce 2015 kapela nahrála CD "Na Salonní rychlolodi Nepomuk". Skupina hraje písně různých žánrů s námořnickou tematikou převážně z první poloviny 20. století. Vystupuje na živých koncertech na vltavských parnících, náplavkách a přilehlých restauracích, například na Dnech Vltavy, večírcích jachtařů apod. Celovečerní repertoár tvoří desítky skladeb. 